# Удальцова-Паасо, Сильва Карловна
Сильва Карловна Удальцова-Паасо (фин. Sylvi Paaso; 29 мая 1924, Кеми, Оулу — 12 декабря 2008, Петрозаводск) — советская подпольщица во время финской оккупации Карелии: с августа 1943 года апрель 1944 года — радистка Шелтозерского подпольного райкома партии.

## Биография
В Петрозаводске и в Карелии Сильва Карловна Удальцова-Паасо — человек известный. Героиня нашумевшей в своё время книги Олега Тихонова «Операция в зоне „вакуум“», бывшая радистка Шелтозерского подполья.
Родилась 29 мая 1924 года в городе Кеми, Финляндия. По национальности — финка: из семьи рабочего: её отец — финский коммунист, в 1929 году, с активизацией в Финляндии профашистских сил, ушёл в подполье, скрывался в Швеции и Норвегии, в 1931 году бежал в СССР, куда к нему приехала и семья.
После начала Великой Отечественной войны поступила на медицинские курсы, но марте 1942 года как знающая финский язык по предложению «Могикана» (позывной Андропова) зачислена в спецшколу при ЦК ВКП(б) Карело-Финской ССР в Беломорске, где готовили партизан и подпольщиков для работы в тылу врага на оккупированных финскими войсками территориях.

Андропов сразу спросил, знаю ли я финский. «Да, говорю, знаю, я же финка». «А еще что умеешь?» Спортсменка я, на лыжах хорошо хожу, так ему и отвечаю. Он говорит: «Как ты смотришь на то, чтобы поступить в спецшколу, где тебя научат работать в тылу врага?» Я говорю, согласна, согласна. А он: «Что же так быстро соглашаешься, посоветуйся с мамой». Так он меня благословил на подпольную деятельность.
В августе 1943 года в качестве радистки группы подпольщиков была заброшена в тыл противника в Шелтозерский район. В составе группы было ещё трое — секретарь райкома комсомолец Павел Удальцов, связным коммунист Михаил Асанов, секретарь подпольного Шелтозерского подпольного райкома ВКП(б) Дмитрий Михайлович Горбачев, позже к ним присоединились ещё три разведчика. «Сима», как звали Сильву в радиоэфире держала связь по рации «Север».
Группа, скрываясь в деревне Горное Шёлтозеро, успешно работала до конца апреля 1944 года.
Награждена орденами Отечественной войны II степени, «Знак Почёта», медалью «За отвагу» и другими медалями.
После войны работала в комсомольских, советских и профсоюзных органах, в республиканском Госбанке. Член ВКП(б) с 1948 года.
Вышла замуж за Павла Удальцова — одного из участников той самой Шелтозерской группы, двое детей — сын Владимир и дочка Наташа.
Умерла 18 декабря 2008 года в Петрозаводске.

## В культуре
Прижизненно под своим именем стала одной из героинь документальной повести Олега Тихонова «Операция в зоне „Вакуум“» (1971), а также поставленного в 1976 году по повести спектакля Финского драматического театра «Хранить вечно».
Также прижизненно стала прообразом девушки на открытом в 2003 году памятнике «Воинам, партизанам и подпольщикам Карельского фронта» на мемориале Военно-мемориальный комплекс Карельского фронта.
В музее «Память и время» школы № 3 города Петрозаводска изображена на большом настенном панно.